# Edgardo Sapag
Edgardo Sapag (Zapala, 11 de enero de 1953) es un político de la ciudad de Zapala, Provincia del Neuquén, República Argentina.

## Historia
Es hijo de Amado Sapag, militó permanentemente en el Movimiento Popular Neuquino, partido que lo llevó al gobierno municipal en tres oportunidades, como Intendente de Zapala.
Por primera vez alcanzó la intendencia en el período 10 de diciembre de 1991 hasta el 3 de enero de 1996, fue reelecto por otro período desde el 3 de enero de 1996 hasta el 3 de enero de 2000 y cumplió su tercer mandato que inició el 3 de enero de 2008 y finalizó el 3 de enero de 2012.

## Realizaciones
- Propicio la Zona Franca, la que después de muchos avatares hoy es una realidad para la ciudad.
- En el primer periodo propicio la Carta Orgánica Municipal, la que logró instalar como marco jurídico autónomo de la ciudad y se creó el Juzgado Municipal de Faltas.
- En su segundo periodo se creó el Código de procedimiento administrativo y el EAMSEP (Ente autárquico municipal de servicios públicos), dicho ente es quien administra el servicio de agua potable en la ciudad de Zapala.
- En el último periodo que se está llevando a cabo se creó TUMZA (Transporte urbano municipal de Zapala), incorporando tres unidades para brindar el servicio de transporte urbano.
- Se construyó el "Parque del bicentenario", emplazándose dentro del mismo un monumento conmemorativo por el Bicentenario de Argentina.
- Dando cumplimiento a lo establecido en la Carta Orgánica Municipal se creó la Fiscalía Municipal.[2]